# Sirocco et le Royaume des courants d'air
Pour plus de détails, voir Fiche technique et Distribution.
Sirocco et le Royaume des courants d'air est un film d'animation franco-belge réalisé par Benoît Chieux, sorti en 2023. C'est un film magique et poétique, destiné avant tout au jeune public.
Il suit l'aventure de deux sœurs projetées dans un livre et n'ayant d'autre choix pour retourner dans le monde réel que de coopérer avec une cantatrice mystérieuse et avec le mage Sirocco, qui maîtrise les courants d'air.
Le film est projeté en ouverture du Festival international du film d'animation d'Annecy 2023, où il obtient le Prix du public.

## Synopsis
Alors qu'elles sont gardées chez la romancière Agnès, une amie de leur famille, deux sœurs nommées Juliette et Carmen sont transportées dans le monde fantastique d'un livre écrit par Agnès. Transformées là-bas en chat, les deux fillettes sont faites prisonnières par un roi batracien patriarcal, qui offre l'une en mariage à son fils, et l'autre en cadeau à une cantatrice mystérieuse nommée Selma. Selma va aider les deux sœurs à entrer en contact avec le terrible mage Sirocco pour peut-être réussir à s'échapper du Royaume des courants d'air.

## Fiche technique
Sauf indication contraire, les informations mentionnées dans cette section peuvent être confirmées par les bases de données cinématographiques IMDb et Allociné,  présentes dans la section « Liens externes ».
- Titre original : Sirocco et le Royaume des courants d'air
- Titre anglais : Sirocco and the Kingdom of the Winds
- Réalisation : Benoît Chieux
- Scénario : Alain Gagnol et Benoît Chieux
- Musique : Pablo Pico
- Production : Cilvy Aupin, Ron Dyens et Gregory Zalcman
- Sociétés de production : Sacrebleu Productions, Take Five, Ciel de Paris productions, en association avec 7 SOFICA
- Société de distribution : Haut et Court[2]
- Budget : 4,9 millions d'euros[3]
- Pays de production :  France,  Belgique
- Langue originale : français
- Format : couleur — numérique
- Genre : animation
- Durée : 75 minutes
- Dates de sortie :
  - France : 11 juin 2023 (Festival international du film d'animation d'Annecy)[4] ; 13 décembre 2023 (sortie nationale)

## Distribution (voix)
Sauf indication contraire, les informations mentionnées dans cette section peuvent être confirmées par la base de données cinématographiques IMDb,  présente dans la section « Liens externes ».
- Loïse Charpentier : Juliette
- Maryne Bertieaux : Carmen
- Aurélie Konaté : Selma
- Pierre Lognay : Sirocco
- Laurent Morteau : le jouet
- Éric De Staercke : le maire
- David Dos Santos : le fils du maire
- Géraldine Asselin : Agnès
- Edwige Lemoine : la maman
- Loïc Guingand : l'officier de mariage et un villageois
- Francisco Gil : un villageois et un marin
- Catherine Tartarin : une villageoise
- Benjamin Gasquet et Maryne Bertieaux : voix témoins

## Production
« J’ai voulu faire un film simple et grand public qui touche tout le monde avec des émotions fortes. Un film d’aventure surtout et avec beaucoup de couleurs, mais aussi un film joyeux et entraînant », d'après le réalisateur Benoît Chieux.
Le réalisateur, originaire de Valence, a produit le film au pôle de l'image animée la Cartoucherie, à Bourg-Lès-Valence dans la Drôme.

## Sortie
Une bande-annonce du film est présentée au Cartoon Movie en 2020. Elle y est remarquée par le magazine Variety, et le site Catsuka décrit alors le film comme « tout simplement fabuleux […] avec un souffle et une imagination dignes d’un Miyazaki » tandis que Little Big Animation y note des inspirations d'Escher et de Moebius.
Le film est projeté à la cérémonie d'ouverture de la 47e édition du Festival international du film d'animation d'Annecy le 11 juin 2023 ; il y obtient le Prix du public.

## Accueil critique
Télérama salue « un vent nouveau [qui] souffle sur l’animation française » en décernant trois étoiles au film et en louant « une mythologie visuelle inédite, une épopée graphique aux aplats de couleurs chaudes, à la fois limpide et grandiose, où chaque décor émerveille et surprend ». Le magazine spécialisé croit reconnaître l'influence des œuvres du Japonais Hayao Miyazaki dans la dynamique de relation entre les deux sœurs, ainsi que dans le bestiaire insolite et dans la flottille de machines volantes du Royaume des courants d’air.

## Distinction
- Festival international du film d'animation d'Annecy 2023 : Prix du public[9]